# Chris Columbus (cineast)
Chris Joseph Columbus (n. 10 septembrie 1958, Spangler, Pennsylvania, S.U.A.) este un regizor, scenarist, producător și actor american. Este bine cunoscut pentru regizarea unor filme ca Harry Potter and the Sorcerer's Stone (2001), Harry Potter and the Chamber of Secrets (2002), Mrs. Doubtfire (1993), Home Alone (1990) și Home Alone 2: Lost in New York (1992) și pentru scenarizarea filmelor Gremlins (1984) și The Goonies (1985).

## Filmografie
| An   | Titlu                                              | Regizor | Producător | Scenarist | Actor | Rol                           |
| ---- | -------------------------------------------------- | ------- | ---------- | --------- | ----- | ----------------------------- |
| 1984 | Reckless                                           |         |            | Da        |       |                               |
| 1984 | Gremlins                                           |         |            | Da        |       |                               |
| 1985 | The Goonies                                        |         |            | Da        |       |                               |
| 1985 | Young Sherlock Holmes                              |         |            | Da        |       |                               |
| 1987 | Adventures in Babysitting                          | Da      |            |           |       |                               |
| 1988 | Heartbreak Hotel                                   | Da      |            | Da        |       |                               |
| 1989 | Little Nemo: Adventures in Slumberland             |         |            | Da        |       |                               |
| 1990 | Home Alone                                         | Da      |            |           |       |                               |
| 1991 | Only the Lonely                                    | Da      |            | Da        |       |                               |
| 1992 | Home Alone 2: Lost in New York                     | Da      |            |           | Da    | Man in Toy Store (uncredited) |
| 1993 | Mrs. Doubtfire                                     | Da      |            |           |       |                               |
| 1995 | Nine Months                                        | Da      | Da         | Da        |       |                               |
| 1996 | Jingle All the Way                                 |         | Da         |           |       |                               |
| 1998 | Stepmom                                            | Da      | Da         |           |       |                               |
| 1999 | Bicentennial Man                                   | Da      | Da         |           |       |                               |
| 2001 | Monkeybone                                         |         | Da         |           |       |                               |
| 2001 | Harry Potter and the Sorcerer's Stone              | Da      | Da         |           |       |                               |
| 2002 | Harry Potter and the Chamber of Secrets            | Da      | Da         |           |       |                               |
| 2004 | Harry Potter and the Prisoner of Azkaban           |         | Da         |           |       |                               |
| 2004 | Christmas with the Kranks                          |         | Da         | Da        |       |                               |
| 2005 | Fantastic Four                                     |         | Da         |           |       |                               |
| 2005 | Rent                                               | Da      | Da         |           | Da    | Angry Man in Car (uncredited) |
| 2006 | Night at the Museum                                |         | Da         |           |       |                               |
| 2007 | Fantastic Four: Rise of the Silver Surfer          |         | Da         |           |       |                               |
| 2009 | Night at the Museum: Battle of the Smithsonian     |         | Da         |           |       |                               |
| 2009 | I Love You, Beth Cooper                            | Da      | Da         | Da        |       |                               |
| 2010 | Percy Jackson & the Olympians: The Lightning Thief | Da      | Da         |           |       |                               |
| 2011 | The Help                                           |         | Da         |           |       |                               |
| 2012 | Applebaum                                          | Da      | Da         |           |       |                               |
| 2013 | Percy Jackson: Sea of Monsters                     |         | Da         |           |       |                               |
| 2014 | Little Accidents                                   |         | Da         |           |       |                               |
| 2014 | Night at the Museum: Secret of the Tomb            |         | Da         |           |       |                               |
| 2015 | Mediterranea                                       |         | Da         |           |       |                               |
| 2015 | Pixels                                             | Da      | Da         |           |       |                               |
| 2016 | The Young Messiah                                  |         | Da         |           |       |                               |

## Recepții critice
| Film                                                      | Rotten Tomatoes | Metacritic | IMDb    |
| Film                                                      | General         | General    | General |
| --------------------------------------------------------- | --------------- | ---------- | ------- |
| Adventures in Babysitting (1987)                          | 76%             | N/A        | 6.6     |
| Heartbreak Hotel (1988)                                   | 38%             | N/A        | 5.3     |
| Home Alone (1990)                                         | 54%             | 63%        | 7.3     |
| Only the Lonely (1991)                                    | 62%             | N/A        | 6.1     |
| Home Alone 2: Lost in New York (1992)                     | 24%             | N/A        | 6.2     |
| Mrs. Doubtfire (1993)                                     | 71%             | 53%        | 6.7     |
| Nine Months (1995)                                        | 28%             | N/A        | 5.3     |
| Stepmom (1998)                                            | 44%             | 58%        | 6.3     |
| Bicentennial Man (1999)                                   | 37%             | 42%        | 6.5     |
| Harry Potter and the Sorcerer's Stone (2001)              | 80%             | 64%        | 7.3     |
| Harry Potter and the Chamber of Secrets (2002)            | 82%             | 63%        | 7.2     |
| Rent (2005)                                               | 46%             | 53%        | 6.8     |
| I Love You, Beth Cooper (2009)                            | 14%             | 32%        | 5.2     |
| Percy Jackson & the Olympians: The Lightning Thief (2010) | 49%             | 47%        | 5.8     |
| Pixels (2015)                                             | 17%             | 27%        | 5.6     |

## Premii și nominalizări
| An   | Premiu                                      | Categorie | Film                                     | Rezultat     |
| ---- | ------------------------------------------- | --- | ---------------------------------------- | ------------ |
| 1985 | Saturn Award                                | Best Writing | Gremlins                                 | Nominalizare |
| 1986 | Saturn Award                                | Best Writing | Young Sherlock Holmes                    | Nominalizare |
| 2002 | Amanda Award                                | Best Foreign Feature Film | Harry Potter and the Sorcerer's Stone    | Nominalizare |
| 2002 | Alexander Korda Award for Best British Film | Best Film Împărțit cu David Heyman | Harry Potter and the Sorcerer's Stone    | Nominalizare |
| 2002 | BAFTA Children's Award                      | Best Feature Film Împărțit cu David Heyman și Steve Kloves | Harry Potter and the Sorcerer's Stone    | Nominalizare |
| 2002 | Hugo Award                                  | Best Dramatic Presentation Împărțit cu Michael Barnathan, Duncan Henderson, David Heyman, Steve Kloves și Mark Radcliffe                                                           | Harry Potter and the Sorcerer's Stone    | Nominalizare |
| 2002 | Saturn Award                                | Best Director | Harry Potter and the Sorcerer's Stone    | Nominalizare |
| 2003 | Amanda Award                                | Best Foreign Feature Film | Harry Potter and the Chamber of Secrets  | Nominalizare |
| 2003 | BAFTA Children's Award                      | Best Feature Film Împărțit cu David Heyman și Steve Kloves | Harry Potter and the Chamber of Secrets  | Nominalizare |
| 2003 | Hugo Award                                  | Best Dramatic Presentation Împărțit cu Steve Kloves și J.K. Rowling | Harry Potter and the Chamber of Secrets  | Nominalizare |
| 2003 | Mainichi Film Award                         | Best Foreign Language Film | Harry Potter and the Chamber of Secrets  | Câștigat     |
| 2003 | Saturn Award                                | Best Director | Harry Potter and the Chamber of Secrets  | Nominalizare |
| 2004 | BAFTA Children's Award                      | Best Feature Film Împărțit cu Alfonso Cuarón, David Heyman and Mark Radcliffe | Harry Potter and the Prisoner of Azkaban | Câștigat     |
| 2005 | Alexander Korda Award for Best British Film | Best Film Împărțit cu Alfonso Cuarón, David Heyman and Mark Radcliffe | Harry Potter and the Prisoner of Azkaban | Nominalizare |
| 2005 | Satellite Award                             | Outstanding Director | Rent                                     | Nominalizare |
| 2012 | Premiul Oscar                               | Best Picture Împărțit cu Michael Barnathan și Brunson Green | The Help                                 | Nominalizare |
| 2012 | AFI Award                                   | Movie of the Year Împărțit cu Michael Barnathan și Brunson Green | The Help                                 | Câștigat     |
| 2012 | Alexander Korda Award for Best British Film | Best Film Împărțit cu Michael Barnathan și Brunson Green | The Help                                 | Nominalizare |
| 2012 | Black Reel Award                            | Best Film Împărțit cu Michael Barnathan și Brunson Green | The Help                                 | Câștigat     |
| 2012 | Christopher Award                           | Best Feature Films Împărțit cu Mohamed Khalaf Al-Mazrouei, Michael Barnathan, Jennifer Blum, Brunson Green, Sonya Lunsford, John Norris, Mark Radcliffe, Jeff Skoll și Tate Taylor | The Help                                 | Câștigat     |
| 2012 | Producers Guild of America Award            | Best Theatrical Motion Pictures Împărțit cu Michael Barnathan și Brunson Green | The Help                                 | Nominalizare |